# Mokcsay Dezső
Mokcsay Dezső (Ungmogyorós, Ung vármegye, 1886 – Budapest, 1943. február 8.) magyar katonatiszt, országgyűlési képviselő.

## Élete
Ungmogyoróson született 1886-ban, Mokcsay Sámuel és Haraszthy Erzsébet református szülők gyermekeként. A sárospataki kollégiumban tanult, onnan került a nagyváradi hadapródiskolába, majd a munkácsi 11. honvéd gyalogezred ungvári zászlóaljánál teljesített katonai szolgálatot. Később Bécsben hadbiztosi tanfolyamot és hadiiskolát is végzett, kitűnő eredménnyel. Az első világháborúban mint hadbiztos és vezérkari tiszt vett részt, több kitüntetést is szerzett. A háború végeztével is mint tényleges tiszt szolgált tovább, ezredesként vonult nyugdíjba, majd bekapcsolódott a szélsőjobboldali politikába. Egyik alapító tagja volt a Nyilaskeresztes Pártnak, melynek színeiben országgyűlési képviselővé is választották az 1939. évi általános választáson, a budapesti I. számú kerület egyik lajstromos jelöltjeként.